# Haukadalsätten
Haukadalsätten (Isländska Haukdælir) var en  isländsk  hövdingaätt som hade sin storhetstid under 1200-talets början fram till Sturlungatiden. Ättnamnet kommer från Haukadalur (på svenska Hökdalen).
På 1200-talet blev Haukadalsättens ledare Gissur Thorvaldsson utnämnd till Jarl av Island av Håkon Håkonsson av Norge.